# モクバ
モクバ(Mocuba)は、モザンビーク中部のザンベジア州の都市。
2016年の人口は22万5100人で、同国8位の都市。
リクンゴ川の畔に有る。
1971年2月12日に市に昇格した。

## 人口
- 1997年8月1日：12万4650人
- 2007年9月16日：16万8736人
- 2016年7月1日：22万5100人[1]